# Sarah Louise Rung
Sarah Louise Rung (* 8. října 1989 ve Stavangeru) je norská plavkyně. Norsko reprezentovala na Letní paralympiádě 2012 a Letní paralympiádě 2016.

## Sport

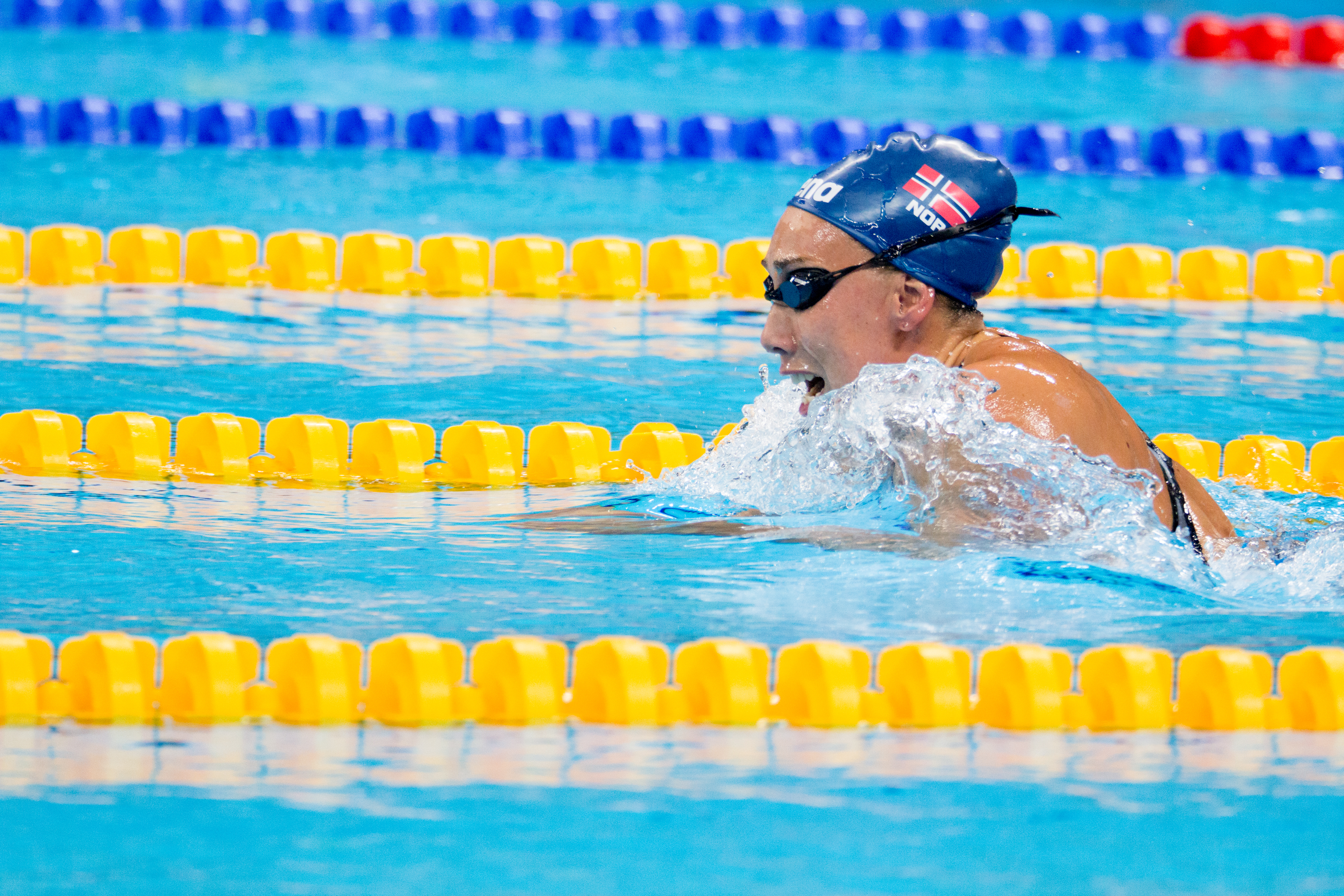
letní paralympiáda 2016 v Riu

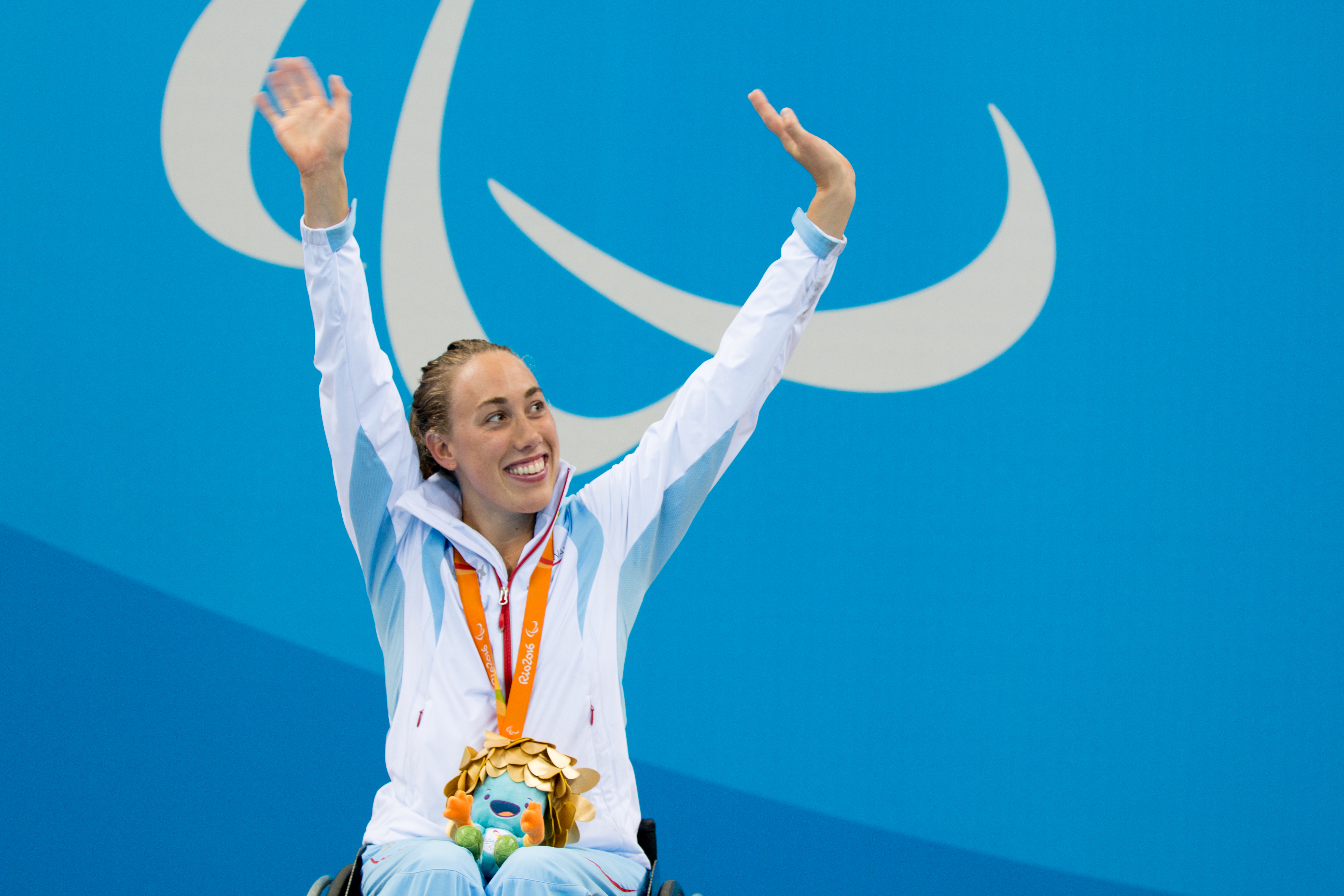
letní paralympiáda 2016 v Riu

S plaváním začala ve věku sedmi let. Invalidní vozík začala používat po zranění zad v roce 2008. V roce 2009 debutovala na evropském šampionátu. Vystudovala University of Stavanger.

### Paralympiáda

#### 2012
Na letní paralympiádě 2012 v Londýně získala 2 zlaté medaile: 200m volným stylem S5 a 50m motýlek S5 a dvě stříbrné medaile: 100m prsa SB4 a 200m Individual Medley SM5.

#### 2016
Na letní paralympiádě 2016 v Riu získala 2 zlaté medaile: 100m prsa SB4, 200m Individual Medley SM5, stříbrnou 50m motýlek S5 a dvě bronzové: 200m volným stylem S5 a 50m znak S5.
Na závěrečném ceremoniálu byla vlajkonošem norské výpravy.